# The JCG
The Jordo Cricket Ground (JCG) är en fotbollsplan för australisk fotboll på Skarpnäcks sportfält. Med sina permanenta målstolpar mäter planen 135x100 meter och är stor nog för 15-mannamatcher. Den första matchen som spelades var mellan Södermalm Blues och Norrtälje Dockers 6 augusti 2012.